# Лисяк Мирон

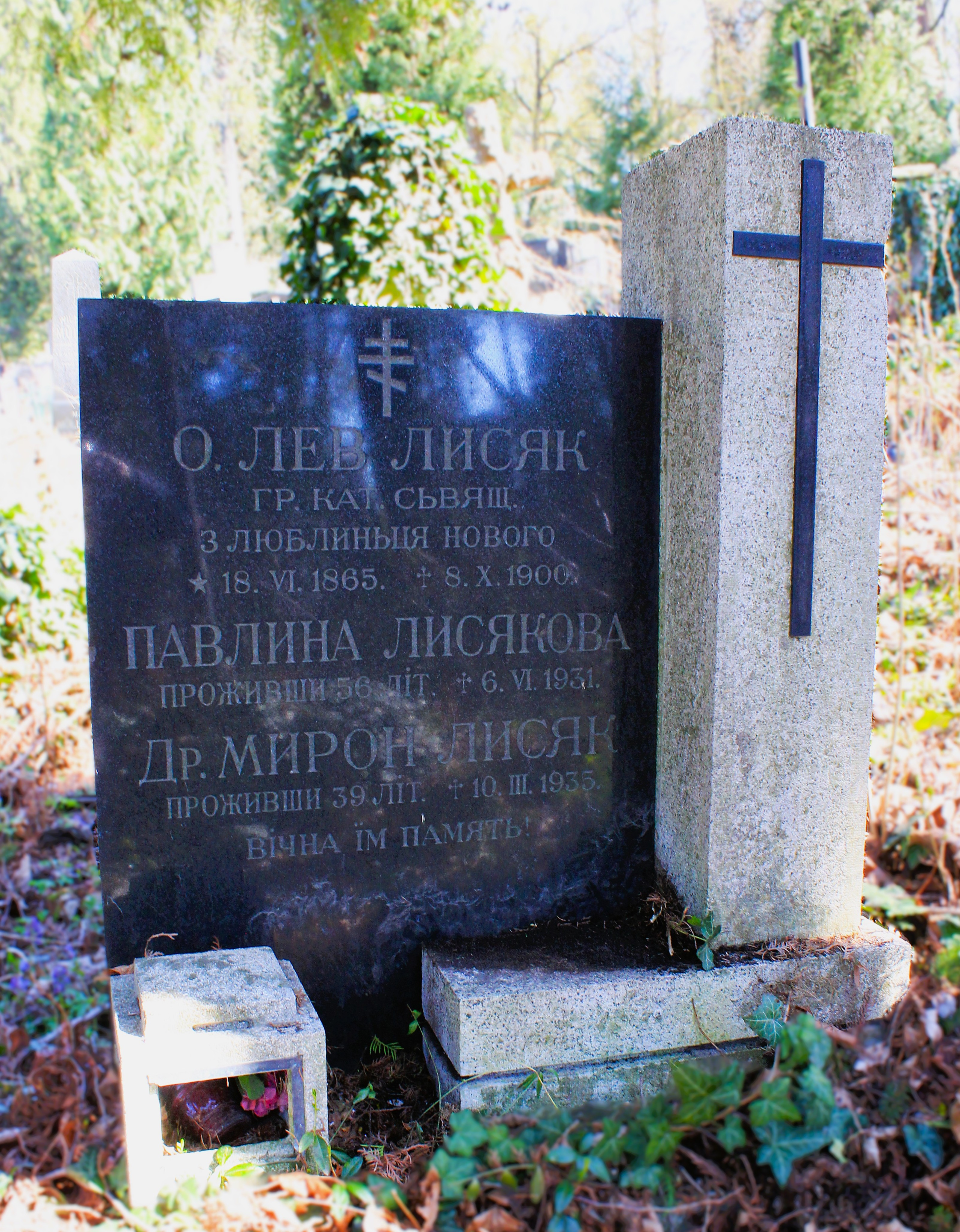
Надгробок на могилі родини Лисяків.

Мирон Лисяк (1895, м. Хирів, нині Львівська область — 9 березня 1935, м. Городок, нині Львівська область) — український лікар.

## Життєпис
Мирон Лисяк народився 1895 року в місті Хирові на Львівщині.
Медицину студіював у Львові та Празі. У роки Першої світової війни проходив службу в австро-угорської армії. Згодом доєднався до УГА. Потім працював у Підкарпатті, а також у Каунасі (Литва). Пройшовши процедуру нострифікації диплома, Лисяк розпочав практикувати в Городку, в якому й помер 9 березня 1935 року.
Похований у Львові, на 63 полі Личаківського цвинтаря.